# Trichosilia mollis
Trichosilia mollis là một loài bướm đêm trong họ Noctuidae.